# سکوندوس از تیگیسیس
سکوندوس از تیگیسیس (انگلیسی: Secundus of Tigisis؛ زادهٔ ۱ ژانویهٔ ۰۳۰۱) یک رهبران اولیه کلیسا و نخستی نومیدیا او یکی از سازمان‌دهندگان پیشرو جنبش دوناتیسم در کارتاژ بود.